# MOGAT1
MOGAT1 (англ. Monoacylglycerol O-acyltransferase 1) – білок, який кодується однойменним геном, розташованим у людей на 2-й хромосомі. Довжина поліпептидного ланцюга білка становить 335 амінокислот, а молекулярна маса — 38 812.
| 10         |  | 20         |  | 30         |  | 40         |  | 50         |
| ---------- |  | ---------- |  | ---------- |  | ---------- |  | ---------- |
| MKVEFAPLNI |  | QLARRLQTVA |  | VLQWVLKYLL |  | LGPMSIGITV |  | MLIIHNYLFL |
| YIPYLMWLYF |  | DWHTPERGGR |  | RSSWIKNWTL |  | WKHFKDYFPI |  | HLIKTQDLDP |
| SHNYIFGFHP |  | HGIMAVGAFG |  | NFSVNYSDFK |  | DLFPGFTSYL |  | HVLPLWFWCP |
| VFREYVMSVG |  | LVSVSKKSVS |  | YMVSKEGGGN |  | ISVIVLGGAK |  | ESLDAHPGKF |
| TLFIRQRKGF |  | VKIALTHGAS |  | LVPVVSFGEN |  | ELFKQTDNPE |  | GSWIRTVQNK |
| LQKIMGFALP |  | LFHARGVFQY |  | NFGLMTYRKA |  | IHTVVGRPIP |  | VRQTLNPTQE |
| QIEELHQTYM |  | EELRKLFEEH |  | KGKYGIPEHE |  | TLVLK      |  |            |

A: Аланін

C: Цистеїн

D: Аспарагінова кислота

E: Глутамінова кислота

F: Фенілаланін

G: Гліцин

H: Гістидин

I: Ізолейцин

K: Лізин

L: Лейцин

M: Метіонін

N: Аспарагін

P: Пролін

Q: Глутамін

R: Аргінін

S: Серин

T: Треонін

V: Валін

W: Триптофан

Кодований геном білок за функціями належить до трансфераз, ацилтрансфераз. 
Задіяний у таких біологічних процесах, як метаболізм ліпідів, біосинтез ліпідів. 
Локалізований у мембрані, ендоплазматичному ретикулумі.